# Jan Pieter Heije
Jan Pieter Heije (1. marts 1809 i Amsterdam – 24. februar 1876 sammesteds) var en hollandsk forfatter.
Heije studerede medicin og deltog som leydensk jæger under den belgiske revolution i 1830. I 1832 nedsatte han sig som læge i Amsterdam, men opgav 1857 sin praksis for at trække sig tilbage til privatlivet. Samtidig med sin lægevirksomhed udfoldede han en omfattende virksomhed som forfatter; navnlig som folkeskribent øvede han en frugtbar og vækkende indflydelse. 
Han havde et greb på at skrive forståeligt og indtrængende, og en mangfoldighed af ægte folkelige sange skyldes ham. Også børnedigte, eventyr og fortællinger dyrkede han med held. Tillige var han medarbejder ved flere tidsskrifter og medstifter af det fornemme og fortjenstfulde tidsskrift: "De Gids". På hans grav blev der rejst en mindesten, som var tilvejebragt ved Indsamling blandt børn rundt om i Holland. 
Nogle af de bedst kendte af hans mangfoldige værker er: Kinderliederen (3 samlinge, 1844, 1845, 1852); Al de volksdichten (2 bind, 1865); Volksdichten (1869); Uit schemering tot Zonneschijn (1866); Onsterfelijkheid (1870); Gedichten (1872); Poësie op den levens weg (udgivet efter hans død 1876).

## Værker
- De morbis qui mentales dicuntur (medysk) proefskrift, 1832)
- Kinderen. Een dichterlijke krans (1853)
- Al de kinderliederen (1861)
- Al de volksdichten (1865)
- Uw Koninkrijk kome (1873)
- Innigst leven eens dichters (autobiografy, 1874)